# درود بر مریم

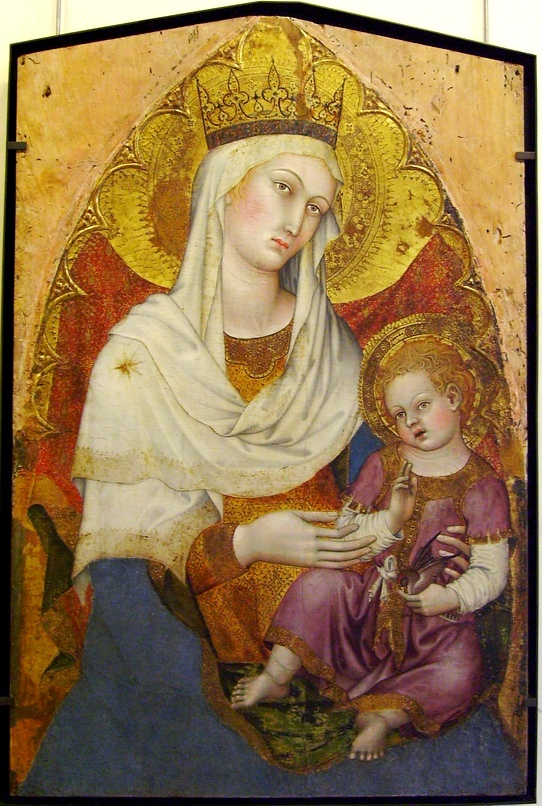

درود بر مریم مقدس (به انگلیسی: Hail Mary)، (به لاتین: Ave Maria) یک نیایش سنتی از کتاب مقدس است که به تقدیس مریم باکره می‌پردازد که در کلیسای کاتولیک رم به صورت تسبیح ذکر می‌شود و در کلیسای ارتدکس شرقی به تفاوت‌هایی در جزئیات نیز گفته می‌شود. همچنین در بعضی از پروتستان‌ها مانند لوترین‌ها مشابه این تسبیح وجود دارد. اکثر متن این دعا در انجیل لوقا یافت می‌شود و متن فارسی دعا چنین است:
درود بر تو ای مریم،
پر از نعمت،
خدا با توست،
میان همه زنان تو مبارک هستی،
و عیسی میوه درون تو مبارک است.
ای مریم مقدس،
مادر خدا برای ما گنهکاران اکنون تو در هنگام مرگ دعا کن، آمین
```
[ای مریم مقدس!ای سرشار از خوبی ها!ی برتری داده شده درمیان زنان!درود خدا بر تو و میوه دامان تو عیسی مسیح،باد!ای مادر مقدس عیسی مسیح!ما گناهکاران را،در این زمان و در لحظه مرگمان،دعاگو باش!آمین!][ترجمه از نسخه اصلی کلیسای کاتولیک]
```

را برای 